# مركز الديمقراطية والتقدم (فرنسا)
مركز الديمقراطية والتقدم (بالفرنسية: Le Centre démocratie et progrès أو اختصارًا CDP) هو حزب سياسي فرنسي من الوسط اليميني، إستمر من عام 1969 حتى عام 1976.

## التاريخ:
أُسس مركز الديمقراطية والتقدم في 8 يونيو 1969 عندما انشق عن حزب المركز الديمقراطي، وذلك في سياق الانتخابات الرئاسية.
في مقابل جان ليكانو، الرئيس السابق للمركز الديمقراطي، كان مؤسسو مركز الديمقراطية والتقدم مؤيدين لترشح جورج بومبيدو للرئاسة.
من بين أعضائه، يمكن ذكر رينيه بليفين، وجاك دوهاميل، وجوزيف فونتانيه، الذين أصبحوا وزراء في حكومات جورج بومبيدو. بعد الانتخابات التشريعية في مارس 1973، شكّل نوابه المجموعة الذين كانوا في السابق أعضاءً في مجموعة التقدم والديمقراطية الحديثة، وهي مجموعة "الاتحاد المركزي"، التي كانت تضم 30 نائبًا في بداية الدورة التشريعية الخامسة.
في عام 1974، دعم مركز الديمقراطية والتقدم ترشح جاك شابان ديلماس لرئاسة الجمهورية. هذا الفشل ساهم في تراجع الحزب. في يوليو 1974، اندمجت المجموعة البرلمانية للاتحاد المركزي مع مجموعة الديمقراطيين الاجتماعيين الإصلاحيين (RDS) لتشكيل مجموعة الإصلاحيين، والمركزيين، والديمقراطيين الاجتماعيين (RCDS).
في مايو 1976، اندمج الحزب مع المركز الديمقراطي لتشكيل مركز الديمقراطيين الاجتماعيين.

## الهيكلية
كانت هيكلية مركز الديمقراطية والتقدم كما يلي في عام 1969:
- جاك دوهاميل، الرئيس
- جوزيف فونتانيه، النائب الأول للرئيس
- أوجين كلوديوس بتي، نائب الرئيس
- أيمار أشيل-فولد، نائب الرئيس
- برنار ستازي، نائب الرئيس
- جان بودفين، الأمين العام
- راول هونيه، المندوب الوطني
- جان مولان، المندوب الوطني.

## المجموعة البرلمانية
شكل نواب مركز الديمقراطية والتقدم مجموعة الاتحاد المركزي (UC) بين عامي 1973 و1974. كانت هذه المجموعة جزءًا من الأغلبية الرئاسية لجورج بومبيدو، ضمن تحالف اتحاد الجمهوريين من أجل التقدم (URP) ثم تحالف فاليري جيسكار ديستانج. في يوليو 1974، اندمجت مع مجموعة الديمقراطيين الاجتماعيين الإصلاحيين (RDS) لتشكيل مجموعة الإصلاحيين، والمركزيين، والديمقراطيين الاجتماعيين (RCDS).